# 鷲見製材
株式会社鷲見製材（すみせいざい）は、岐阜県岐阜市に本社を置く、ひだまりほーむブランドで木造注文住宅を手がける工務店である。

## 概要
木造注文住宅事業、エクステリア・造園工事、人材育成コンサルティング事業を手がける。岐阜県南部・愛知県西部を施工エリアとしている。

## 沿革
1928年に製材業・建築業として岐阜県郡上郡白鳥町（現・郡上市白鳥町）にて鷲見市右衛門により創業する。
1982年に会社設立。1985年頃より、社寺建築用材の納品及び建築に特化した。
1998年9月に、「顔の見える家づくり」と「国産材100%の家」を目指して住宅事業部を設立する。
2010年9月に本社を移転する。
2017年11月に、関係会社のウッディライフ不動産を設立する。2019年4月、WOODYYLIFE事業部を「株式会社WOODYYLIFE」として分社化した。
2020年9月に新ブランド・新ロゴマークを制定・発表する。

## 営業拠点
- 本社:岐阜県岐阜市東鶉3-59
- 大垣展示場:岐阜県大垣市鶴見町435-1
- 各務原展示場:岐阜県各務原市蘇原花園町4-14

グループ会社営業拠点
- リノベーション展示場:岐阜県岐阜市中鶉5-127
- 鏡島リノベーション展示場:岐阜県岐阜市鏡島西3丁目8-6
- 北方リノベーション展示場:岐阜県本巣郡北方町一本松1丁目15
- 不動産仲介営業拠点:岐阜市東鶉3-58

## 受賞歴
ぎふの木で家づくりコンクール（岐阜県主催）
- 優秀賞：2007年・2008年・2009年

LIXILメンバーズコンテスト
- 地域最優秀賞：2018年
- 地域優秀賞：2013年・2015年
- 敢闘賞：2017年・2019年

その他
- グッドデザイン賞：2019年（名古屋みなと展示場・リノベーション展示場）
- キッズデザイン賞：2019年（子どもたちを産み育てやすいデザイン部(Hidamaricafe)）
- リノベーション・オブ・ザ・イヤー：2019年性能向上リノベーション賞（中鶉リノベーション展示場）、2021年地域貢献リノベーション賞（鏡島リノベーション展示場）
- 性能向上リノベデザインアワード2022　特別賞
- 岐阜市男女共同参画優良事業者表彰：2019年
- ぎふし共育・女性活躍企業 認定：2020年